# Torneio Internacional de Toulon de 2019
O Torneio Internacional de Toulon de 2019 foi a quadragésima sétima edição do torneio, tendo sido realizado entre os dias 1 e 15 de junho.

## Participantes
Doze equipes participantes foram anunciadas em março e abril de 2019.
| AFC      | - Bahrein - China - Japão - Catar          |
| CONCACAF | - Guatemala - México                       |
| CONMEBOL | - Brasil - Chile                           |
| UEFA     | - Inglaterra - França - Portugal - Irlanda |

## Convocações
Um total de 22 jogadores foram convocados em cada uma das seleções qualificadas, sendo obrigatoriamente três goleiros.

## Sedes
Um total de seis cidades sedirá o torneio.
| Vitrolles Fos-sur-Mer Salon-de-Provence Aubagne Mallemort Carnoux-en-Provence |                                |                             |
| Aubagne                                                                       | Carnoux-en-Provence            | Fos-sur-Mer                 |
| Stade de Lattre-de-Tassigny                                                   | Stade Marcel Cerdan            | Stade Parsemain             |
| 43° 17′ 38″ N, 5° 33′ 44″ L                                                   | 43° 15′ 01″ N, 5° 33′ 10″ L    | 43° 28′ 08″ N, 4° 56′ 56″ L |
| Capacidade: 1,000                                                             | Capacidade: 1,700              | Capacidade: 17,170          |
| Mallemort                                                                     | Salon-de-Provence              | Vitrolles                   |
| Stade d'Honneur                                                               | Stade d'Honneur Marcel Roustan | Stade Jules-Ladoumègue      |
| 43° 43′ 27″ N, 5° 10′ 39″ L                                                   | 43° 38′ 08″ N, 5° 05′ 34″ L    | 43° 27′ 28″ N, 5° 14′ 36″ L |
| Capacidade: 720                                                               | Capacidade: 4,000              | Capacidade: 1,500           |

## Primeira fase
O sorteio foi realizado em 8 de abril de 2019. As doze equipes foram sorteadas em três grupos de quatro. Os vencedores do grupo e os melhores segundos classificados qualificar-se-ão para as meias-finais. A fase de grupos será disputada de 1 a 9 de junho de 2019.
|  | Equipes classificadas às semifinal               |
|  | Equipe classificada como melhor segundo colocado |
|  | Equipes eliminadas                               |

### Grupo A
| Pos | Seleção    | Pts | J | V | E | D | GP | GC | SG |
| --- | ---------- | --- | - | - | - | - | -- | -- | -- |
| 1   | Japão      | 6   | 3 | 2 | 0 | 1 | 8  | 3  | +5 |
| 2   | Portugal   | 6   | 3 | 2 | 0 | 1 | 4  | 3  | +1 |
| 3   | Chile      | 6   | 3 | 2 | 0 | 1 | 4  | 7  | -3 |
| 4   | Inglaterra | 0   | 3 | 0 | 0 | 3 | 4  | 7  | -3 |

| 1 de junho | Inglaterra   | 1 – 2     | Japão                      | Stade de Lattre-de-Tassigny, Aubagne |
| 15:05      | Chalobah 38' | Relatório | 47' Ominami · 68' Naganuma | Árbitro: CHI Felipe González Alveal  |

| 1 de junho | Portugal | 0 – 1     | Chile     | Stade de Lattre-de-Tassigny, Aubagne |
| 17:30      |          | Relatório | 13' Pinto | Árbitro: QAT Salman Falahi           |

| 4 de junho | Japão                                                 | 6 – 1     | Chile     | Stade d'Honneur Marcel Roustan, Salon-de-Provence |
| 16:05      | Mitoma 7' · Hatate 12', 18', 63' · Iwasaki 39', 45+1' | Relatório | 35' Araos | Árbitro: IRL Robert Hennessy                      |

| 4 de junho | Inglaterra               | 2 – 3     | Portugal                                                   | Stade d'Honneur Marcel Roustan, Salon-de-Provence |
| 19:00      | Nketiah 8' · Willock 87' | Relatório | Marcos Paulo 21' · Gonçalo Cardoso 39' · Félix Correia 42' | Árbitro: ROM Horațiu Feșnic                       |

| 7 de junho | Portugal         | 1 – 0     | Japão | Stade Parsemain, Fos-sur-Mer |
| 17:05      | Umaro Embaló 85' | Relatório |       | Árbitro: AZE Aliyar Aghayev  |

| 7 de junho | Chile                  | 2 – 1     | Inglaterra    | Stade Parsemain, Fos-sur-Mer |
| 20:30      | Jara 87' · Guéhi 90+2' | Relatório | 45+6' Willock | Árbitro: QAT Salman Falahi   |

### Grupo B
| Pos | Seleção   | Pts | J | V | E | D | GP | GC | SG  |
| --- | --------- | --- | - | - | - | - | -- | -- | --- |
| 1   | Brasil    | 9   | 3 | 3 | 0 | 0 | 13 | 0  | +13 |
| 2   | França    | 6   | 3 | 2 | 0 | 1 | 4  | 5  | -1  |
| 3   | Guatemala | 3   | 3 | 1 | 0 | 2 | 3  | 6  | -3  |
| 4   | Catar     | 0   | 3 | 0 | 0 | 3 | 0  | 9  | -9  |

| 2 de junho | França                          | 2 – 0     | Catar | Stade de Lattre-de-Tassigny, Aubagne |
| 15:30      | Godart 42' · Taoui 90+2' (pen.) | Relatório |       | Árbitro: MEX Luis Enrique Santander  |

| 2 de junho | Brasil                                                                 | 4 – 0     | Guatemala | Stade de Lattre-de-Tassigny, Aubagne |
| 19:00      | Pedrinho 19' · Bruno Tabata 23' · Wendel 85' · Douglas Luiz 89' (pen.) | Relatório |           | Árbitro: FRA Willy Delajod           |

| 5 de junho | Catar | 0 – 2     | Guatemala                  | Stade d'Honneur Marcel Roustan, Salon-de-Provence |
| 17:00      |       | Relatório | 48' Barrientos · 88' Ardón | Árbitro: MLT Alex Johnson                         |

| 5 de junho | França | 0 – 4     | Brasil                                                                     | Stade d'Honneur Marcel Roustan, Salon-de-Provence |
| 19:30      |        | Relatório | 20' Antony · 57' Matheus Henrique · 88' Matheus Cunha · 90+1' Mateus Vital | Árbitro: MEX Luis Enrique Santander               |

| 8 de junho | França                  | 2 – 1     | Guatemala | Stade Jules-Ladoumègue, Vitrolles |
| 15:00      | Tokpa 49' · Estrada 72' | Relatório | 59' Reyes | Árbitro: IRL Robert Hennessy      |

| 8 de junho | Brasil                                                        | 5 – 0     | Catar | Stade Jules-Ladoumègue, Vitrolles |
| 17:30      | Matheus Cunha 21', 83' · Mateus Vital 24' · Paulinho 38', 76' | Relatório |       | Árbitro: POR António Nobre        |

### Grupo C
| Pos | Seleção | Pts | J | V | E | D | GP | GC | SG |
| --- | ------- | --- | - | - | - | - | -- | -- | -- |
| 1   | Irlanda | 7   | 3 | 2 | 1 | 0 | 5  | 1  | +4 |
| 2   | México  | 7   | 3 | 2 | 1 | 0 | 3  | 0  | +3 |
| 3   | China   | 3   | 3 | 1 | 0 | 2 | 5  | 6  | -1 |
| 4   | Bahrein | 0   | 3 | 0 | 0 | 3 | 1  | 7  | -6 |

| 3 de junho | China       | 1 – 4     | Irlanda                                    | Stade de Lattre-de-Tassigny, Aubagne |
| 15:30      | Li Yang 18' | Relatório | 1' Elbouzedi · 5' Connolly · 56', 82' Idah | Árbitro: POR António Nobre           |

| 3 de junho | México                | 2 – 0     | Bahrein | Stade de Lattre-de-Tassigny, Aubagne |
| 19:00      | Govea 5' · Torres 10' | Relatório |         | Árbitro: AZE Aliyar Aghayev          |

| 6 de junho | China                                                        | 4 – 1     | Bahrein       | Stade Parsemain, Fos-sur-Mer |
| 17:00      | Shan Huanhuan 16', 26' · Hu Jinghang 79' · Lin Liangming 90' | Relatório | 76' Al-Hardan | Árbitro: FRA Willy Delajod   |

| 6 de junho | Irlanda | 0 – 0     | México | Stade Parsemain, Fos-sur-Mer        |
| 19:30      |         | Relatório |        | Árbitro: CHI Felipe González Alveal |

| 9 de junho | Bahrein | 0 – 1     | Irlanda   | Stade Jules-Ladoumègue, Vitrolles |
| 15:00      |         | Relatório | 33' Ronan | Árbitro: MLT Alex Johnson         |

| 9 de junho | México     | 1 – 0     | China | Stade Jules-Ladoumègue, Vitrolles |
| 17:30      | Yrizar 60' | Relatório |       | Árbitro: ROM Horațiu Feșnic       |

### Índice técnico
| Pos. | Seleção  | Pts | J | V | E | D | GP | GC | SG |
| ---- | -------- | --- | - | - | - | - | -- | -- | -- |
| 1    | México   | 7   | 3 | 2 | 1 | 0 | 3  | 0  | +3 |
| 2    | Portugal | 6   | 3 | 2 | 0 | 1 | 4  | 3  | +1 |
| 3    | França   | 6   | 3 | 2 | 0 | 1 | 4  | 5  | -1 |

## Partidas de Classificação
As seleções eliminadas jogarão outro jogo para determinar sua classificação final na competição.

### Playoff 11ª lugar
| 11 de junho | Bahrein   | 1 – 1     | Catar      | Stade d'Honneur, Mallemort   |
| 16:00       | Hasan 28' | Relatório | 67' Mazeed | Árbitro: IRL Robert Hennessy |

|                                 |       | Penalidades                        |  |
| Marhoon Al-Hardan Bughammar Isa | 2 – 4 | Mazeed Al Ahrak Al-Hamawende Surag |  |

### Playoff 9ª lugar
| 11 de junho | Guatemala | 0 – 4     | Inglaterra                                | Stade de Lattre-de-Tassigny, Aubagne |
| 19:00       |           | Relatório | 15', 26' Hirst · 23' Nketiah · 29' McNeil | Árbitro: QAT Salman Falahi           |

### Playoff 7ª lugar
| 13 de junho | Chile                      | 2 – 1     | China           | Stade Parsemain, Fos-sur-Mer[2] |
| 16:00       | Morales 29' · Martínez 38' | Relatório | 44' Feng Boxuan | Árbitro: MLT Alex Johnson       |

### Playoff 5ª lugar
| 12 de junho | Portugal                                                     | 3 – 0     | França | Stade d'Honneur, Mallemort  |
| 11:00       | Gonçalo Cardoso 15' · Gonçalo Ramos 22' · Vítor Ferreira 27' | Relatório |        | Árbitro: AZE Aliyar Aghayev |

## Fase final
|  | Semifinais            | Semifinais            |       |                                 | Final                           | Final |  |
|  |                       |                       |       |                                 |                                 |       |  |
|  | 12 de junho – Aubagne |                       |       |                                 |                                 |       |  |
|  | Japão                 | 2 (5)                 |       |                                 |                                 |       |  |
|  | México                | 2 (4)                 |       |                                 |                                 |       |  |
|  |                       |                       |       |                                 |                                 |       |  |
|  |                       |                       |       |                                 | 15 de junho – Salon-de-Provence |       |  |
|  |                       |                       |       |                                 | Japão                           | 1 (4) |  |
|  |                       | Brasil                | 1 (5) |                                 |                                 |       |  |
|  |                       |                       |       |                                 |                                 |       |  |
|  |                       |                       |       |                                 |                                 |       |  |
|  |                       |                       |       |                                 | Terceiro lugar                  |       |  |
|  | 12 de junho – Aubagne | 12 de junho – Aubagne |       | 15 de junho – Salon-de-Provence | 15 de junho – Salon-de-Provence |       |  |
|  | Brasil                | 2                     |       | México                          | 0 (4)                           |       |  |
|  | Irlanda               | 0                     |       |                                 | Irlanda                         | 0 (3) |  |

### Semifinais
| 12 de junho | Japão                | 2 – 2     | México                       | Stade de Lattre-de-Tassigny, Aubagne |
| 15:00       | Soma 72' · Ogawa 89' | Relatório | 50' Godínez · 86' E. Aguirre | Árbitro: ROM Horațiu Feșnic          |

|                                    |       | Penalidades                           |  |
| Ogawa Soma Iwasaki Naganuma Hatate | 5 – 4 | E. Aguirre Cardona López Mozo Córdova |  |

| 12 de junho | Brasil                           | 2 – 0     | Irlanda | Stade de Lattre-de-Tassigny, Aubagne |
| 17:30       | Paulinho 15' · Matheus Cunha 47' | Relatório |         | Árbitro: MEX Luis Enrique Santander  |

### Disputa pelo terceiro lugar
| 15 de junho | México | 0 – 0     | Irlanda | Stade d'Honneur Marcel Roustan, Salon-de-Provence |
| 13:30       |        | Relatório |         | Árbitro: CHI Felipe González Alveal               |

|                                                       |       | Penalidades                                 |  |
| Eduardo Aguirre Vázquez Érick Aguirre Calderón Angulo | 4 – 3 | Ronan Jack Taylor Aaron Connolly Idah Leahy |  |

### Final
| 15 de junho | Japão          | 1 – 1              | Brasil     | Stade d'Honneur Marcel Roustan, Salon-de-Provence |
| 16:00       | Koki Ogawa 39' | Relatório Detalhes | 19' Antony | Árbitro: POR António Nobre                        |

|                                    |       | Penalidades                                              |  |
| Soma Mitoma Kamiya Naganuma Hatate | 4 – 5 | Mateus Vital Douglas Luiz Matheus Henrique Wendel Lyanco |  |

| Japão | Brasil |

## Artilharia
4 gols (1)
- Matheus Cunha

3 gols (2)
- Paulinho
- Reo Hatate

2 gols (10)
- Antony
- Mateus Vital
- Shan Huanhuan
- George Hirst
- Eddie Nketiah
- Joe Willock
- Yuto Iwasaki
- Koki Ogawa
- Gonçalo Cardoso
- Adam Idah

1 gol (42)
- Mohammed Al-Hardan
- Salem Hasan
- Bruno Tabata
- Douglas Luiz
- Matheus Henrique
- Pedrinho
- Wendel
- Ángelo Araos
- Ignacio Jara
- Jimmy Martínez
- Iván Morales
- Mathías Pinto
- Feng Boxuan
- Hu Jinghang
- Li Yang
- Lin Liangming
- Trevoh Chalobah
- Dwight McNeil
- Yann Godart
- Adil Taoui
- Darell Tokpa
- José Agustín Ardón
- Rudy Barrientos
- Durban Reyes
- Kaoru Mitoma
- Yoichi Naganuma
- Takuma Ominami
- Yuki Soma
- Eduardo Aguirre
- Jesús Godínez
- Ismael Govea
- Jairo Torres
- Paolo Yrizar
- Félix Correia
- Gonçalo Ramos
- Marcos Paulo
- Umaro Embaló
- Vítor Ferreira
- Khalid Muneer Mazeed
- Aaron Connolly
- Zachary Elbouzedi
- Connor Ronan

1 gol contra (2)
- Marc Guéhi (Jogando contra o Chile)
- Carlos Estrada (Jogando contra a França)

## Premiação
| Torneio Internacional de Toulon de 2019 |
| Brasil                                  |
| --------------------------------------- |
| Brasil Campeão (9º título)              |

### Equipe do torneio
Abaixo estão os jogadores que formam a seleção do campeonato.
| Posição    | Jogador         | Seleção  |
| ---------- | --------------- | -------- |
| Goleiro    | Chen Wei        | China    |
| Defensores | Emerson         | Brasil   |
| Defensores | Lyanco          | Brasil   |
| Defensores | Keiya Shiihashi | Japão    |
| Defensores | Yuki Soma       | Japão    |
| Meias      | Ao Tanaka       | Japão    |
| Meias      | Douglas Luiz    | Brasil   |
| Meias      | Vítor Ferreira  | Portugal |
| Atacantes  | Antony          | Brasil   |
| Atacantes  | Matheus Cunha   | Brasil   |
| Atacantes  | Paulinho        | Brasil   |

## Classificação final
| Pos. | Equipes    | Pts | J | V | E | D | GP | GC | SG  | Classificação         |
| ---- | ---------- | --- | - | - | - | - | -- | -- | --- | --------------------- |
| 1    | Brasil     | 13  | 5 | 4 | 1 | 0 | 16 | 1  | +15 | Campeão               |
| 2    | Japão      | 8   | 5 | 2 | 2 | 1 | 11 | 6  | +5  | Vice-campeão          |
| 3    | México     | 8   | 4 | 2 | 2 | 0 | 5  | 2  | +3  | Disputa pelo 3ª lugar |
| 4    | Irlanda    | 7   | 4 | 2 | 1 | 1 | 5  | 3  | +2  | Disputa pelo 3ª lugar |
| 5    | Portugal   | 9   | 4 | 3 | 0 | 1 | 7  | 3  | +4  | Playoff 5ª lugar      |
| 6    | França     | 6   | 4 | 2 | 0 | 2 | 4  | 8  | –4  | Playoff 5ª lugar      |
| 7    | Chile      | 9   | 4 | 3 | 0 | 1 | 6  | 8  | –2  | Playoff 7ª lugar      |
| 8    | China      | 3   | 4 | 1 | 0 | 3 | 6  | 8  | –2  | Playoff 7ª lugar      |
| 9    | Inglaterra | 3   | 4 | 1 | 0 | 3 | 8  | 7  | +1  | Playoff 9ª lugar      |
| 10   | Guatemala  | 3   | 4 | 1 | 0 | 3 | 3  | 10 | –7  | Playoff 9ª lugar      |
| 11   | Catar      | 1   | 4 | 0 | 1 | 3 | 1  | 10 | –9  | Playoff 11ª lugar     |
| 12   | Bahrein    | 1   | 4 | 0 | 1 | 3 | 2  | 8  | –6  | Playoff 11ª lugar     |